# Acapulco Gold
Acapulco Gold ist eine Band aus Köln. 

## Geschichte
In den 1970er Jahren verstand sich die Band als Kämpfer für eine gerechte Drogenpolitik. Ihre Musik verbreitete sie zunächst durch Weitergabe kopierter Kassetten. Mit dem Lied Sodom und Gomorrha (1981) von ihrer LP Zeitlos erreichten sie die Radiohitparaden. Das Lied über Folgen der Umweltzerstörung und Naturvernichtung wurde auch auf mehreren Samplern veröffentlicht. 
Nach der Auflösung stellte Marcus Neu mit Wolfram Binder eine neue Band zusammen und veröffentlichte die alten Bänder 1996 als Das Beste von Acapulco Gold. Hagü Schmitz stieg bei Purple Schulz in deren erfolgreicher Phase ein, Helmut Zerlett wurde als Bandleader der Harald Schmidt Show bekannt.

## Diskografie
- 1980: Rock in einer Sprache, die jeder versteht aka Vorsicht Starkstrom (LP: folksmusik 00616WD; CD: Floh Dur 249408)
- 1981: Zeitlos (LP: folksmusik 10629WD; CD: Floh Dur 249409)
- 1983: Unter einer Decke (LP: folkmusik 30228WD, 08-1353; CD: Floh Dur 249410)
- 1996: Das Beste von Acapulco Gold (Kompilation; CD: Floh Dur 249383)
- 2003: Mystic Beats 2 (Kompilation; CD: zyx 815252)
- 2005: Gothic Spirits (Kompilation; CD: zyx 816942)